# 施泰法
施泰法（德語：Stäfa，發音：[ˈʃtɛːfa]）為瑞士苏黎世州的一個市鎮，位於蘇黎世湖右岸 - 即所謂的《黃金湖岸》區（Goldküste），行政上隸屬於蘇黎世州邁倫區。該市鎮面積為8.59平方千米，海拔高度414米，2020年人口統計數為14,782。施泰法以盛產葡萄酒聞名，為蘇黎世州最大葡萄酒產區。因其腹地廣闊，依山傍水，擁有絕佳的山湖景致。加上水路交通便捷，使其成為蘇黎世市郊區少數同時兼具休閒機能與優越居住品質的城鎮之一。根據2007年瑞士商業雜誌《Bilanz》最佳城鎮排行，施泰法位居瑞士百大城鎮第15名。

## 歷史
早期施泰法地區農林牧業興盛。根據文史考證，施泰法的歷史可以追溯到西元10世紀，它與當時的Einsiedeln修道院過往甚密。西元965年，奧託二世國王（Otto II）將烏林喬瓦 (Ürikon) 的農地交付給修道院管理。西元972 年，奧託二世國王（Otto II）公告並確認修道院擁有的湖畔財產，其中包括施泰法。直到19世紀，施泰法仍與修道院間保持密切關係。
14世紀中葉開始，施泰法地區漸漸被規劃成形。15世紀初，施泰法成為蘇黎世州獨立的行政區。15、16世紀，當地政府針對土地和森林立法規範、施行管理。
18世紀晚期，施泰法被認為是蘇黎世地區公民與民主運動的重要據點，1794年，施泰法人民要求舊聯邦改革，主張平權、自由貿易和廢除封建稅賦，並展開與蘇黎世貴族階級的抗爭。經過多次民主運動與抗議行動，1795年夏天蘇黎世當局出兵施泰法鎮壓並佔領長達兩個月，民主運動被迫結束。遭逮捕的起義領袖們多被判無期徒刑或遭處決。1798年，法國人進兵占領蘇黎世，起義領袖們獲得平反。施泰法人民建造民主紀念碑（Stäfnerhande）佇立於碼頭旁。
1797年9月和10月期間，德國著名作家約翰•沃爾夫岡•歌德在前往義大利的旅行途中短暫停留在施泰法，寄宿於當地知名文化藝術家海因里希•邁耶 (Heinrich Meyer)家中，使得施泰法聲名大噪。歌德寄宿過的Alte Krone旅館至今仍是外地觀光客佇足的重要景點之一。
1937年間在Uerikon挖掘出新石器時代人類遺址。根據相關項考古研究顯示，從新石器時代起施泰法已有人類定居事實。而早在1874年，當地居民已在Oberredlikon發現了一處女孩古墓，從裡頭墓葬用品鑑定其年代約為西元前400年。
關於施泰法歷史的相關檔案研究均存放於鎮公所內。

## 地理
施泰法位於蘇黎世市與拉珀斯維爾-約納（Rapperswil SG之）間，離蘇黎世市東方約20公里處，距拉珀斯維爾-約納也僅有9公里。從蘇黎世市搭乘火車只需約25分鐘便可抵達施泰法。因其絕佳地理位置，被歸納於蘇黎世湖畔《黃金湖岸》生活圈（Goldküste）。由於蘇黎世湖右岸其地理位置與坐向，全年日照時間多且長。相對於左岸區（Pfnüselkueste）城鎮，冬季也較為溫暖，並能享有更多陽光、觀賞到日落和夕陽美景。長久以來，右岸地區城鎮因生活機能與低稅賦等優越條件，吸引許多富人、明星與高級外派定居，所以有《黃金湖岸》之美譽。
施泰法後方倚靠著Mühlehölzli森林休閒區，屬於普凡嫩施蒂爾山（Pfannenstiel）周圍地帶。10分鐘車程即可到達海拔高度853米普凡嫩施蒂爾山（Pfannenstiel）山頂，俯瞰整個蘇黎世湖區及鄰近格賴芬湖（Greifensee）風景區。
施泰法腹地廣闊，面積為859公頃，地理上包括Kehlhof和Uerikon以及Mutzmalen 等古鎮及村莊。該鎮46%為農地、19%為森林、27%為住宅區，另有7%為交通設施用地。

## 人口
截至2020年統計資料顯示，施泰法約有5,179戶家庭，總人口數約為14,782。其中無瑞士身分證件的外籍人士佔當地總居民人口數約19.1%。若依性別分佈數據顯示，人口數中48.4%為男性、51.6%為女性。而以人口年齡分佈來看，兒童和青少年（0-19歲）約佔人口數的20.7%，成年人口（20-64歲）約佔63.1%，老年人口（64歲以上）約佔16.2%。
施泰法每平方公里的居民數為698人，此數據低於《黃金湖岸》生活圈（Goldküste）其他城鎮平均值，僅次於黑爾利貝格（Herrliberg）的 605 人，遠低於該行政區首府邁倫（Meilen）的842人。住宅休閒活動空間廣大，加上綠地遼闊，使得施泰法成為蘇黎世近郊最具生活品質城鎮之一。

## 鎮徽
施泰法於1526年頒布鎮徽，鎮徽中圖像為聖女維勒拿（Die heilige Verena）。聖女維勒拿（Die heilige Verena）被認為是窮人與農漁民的守護神，並會庇護孩童。對於當地人民而言，鎮徽設計是一種宗教信仰的象徵與心靈寄託。

## 政治
施泰法的政治組成多元，2019年國民議會選舉結果顯示，施泰法當地選民政治傾向及比例如下：
•    瑞士人民黨（SVP） - 25.1%
•    瑞士社民黨（SPS）- 17.3%
•    綠色自由黨（Glp）- 17.3%
•    自民黨（FDP）- 16.9%
•    綠黨（Grüne）- 12.2%
•    中間黨（CVP）- 4.2%
•    基督教福音人民黨（EVP）- 3.0%
•    聯邦民主同盟（EDU）- 1.9% 
•    公民民主黨（BDP）- 1.1%

## 教育
施泰法鎮內共計有5所義務國中小學。另外還有社區大學、鎮圖書館、語言學習中心、音樂學校、親子活動中心、日托機構、室內外體育場、鎮民活動中心、文化中心、宗教教育機構及多間博物館。教育設施與系統優越、完善。
在施泰法，約80.5%人口（年齡介於25-64歲間）具備高學歷 - 完成非義務高中職以上的高等教育，包括專科及大學學歷。

## 經濟
得利於《黃金湖岸》（Goldküste）優越的氣候及地理位置，加上肥沃的土質，讓施泰法成為蘇黎世州最大的葡萄酒（紅白酒）產區，行政區內酒莊林立，處處可見葡萄園。特別是白葡萄酒，當地釀製的雷司令（Riesling）白葡萄酒遠近馳名。而施泰法農民釀製的黑皮諾（Pinot Noir）紅酒也饒富盛名。自12世紀到19世紀末，葡萄種植一直都是當地居民主要收入來源之一。而根據《Bodmer Chronik Der Gemeinde Stäfa》相關文獻記載，施泰法當地葡萄種植最早由羅馬人引進。西元9世紀，施泰法修道院的修士們在蘇黎世湖區種植了第一批葡萄樹。如今，每年秋季，施泰法各地酒莊均會舉辦免費品酒活動。
1830至1960年間，施泰法為蘇黎世州紡織製造及加工重鎮，舊城區內染坊林立，相關產業興盛。尤其是其絲綢製品，工藝絕倫精緻。施泰法的紡織工業曾一度帶動地方經濟繁榮與富裕。
Molki Stäfa，是施泰法當地知名農產品及南北貨經銷店，不僅販售新鮮蔬果以及乳酪相關製品，也販售在地農民釀製的果汁與酒品，吸引許多本地人及外地人前往朝聖。
由於投資環境及條件，加上交通便捷，施泰法吸引多間大型企業進駐，其中包括知名助聽器領導品牌索諾瓦（Sonova Holding AG）以及微型傳感器製造商 Sensirion。
過去，全球最大實驗室儀器製造商梅特勒-托利多（Mettler Toledo）也曾在施泰法設立營運據點。值得一提的是，1952年，羅伯特-巴特（Robert Barth）在施泰法成功研發出一款乳酸飲料，名為瑞維拉（Rivella）。如今，瑞維拉（Rivella）早已是瑞士國民飲料，該飲料基本款為紅藍兩色，在瑞士銷售額僅次於可口可樂。除了瑞士外，瑞維拉（Rivella）也行銷於歐洲其他各國市場。其中Rivella Green，於1999年上市，為綠茶配方。

## 交通
施泰法聯外交通十分便捷、四通八達，除有湖濱鐵路支線、湖濱快速道路，另有多條山區公路及產業道路，距離國道高速公路A15僅20分鐘車程。此外，鎮內也有公私立碼頭，提供水運及交通。
•    鐵路：蘇黎世湖右岸鐵路（Zürich-Meilen-Rapperswil）被認為是蘇黎世中短程區域列車（S-Bahn）先驅。鎮內設有兩座火車站，施泰法與Uerikon。S7及S20兩班例行性列車運行連接蘇黎世市區。
•    公車：由Verkehrsbetriebe Zürichsee und Oberland（VZO）提供服務。有880、925、950、951、952、 955 等公車支線營運。
•    渡輪：由蘇黎世湖航運公司（ZSG，Zürichsee-Schiffahrtsgesellschaft）負責營運。蘇黎世市區碼頭航行至拉珀斯維爾（Rapperswil）間支線Bürkliplatz-Rapperswil，在施泰法和Uerikon兩處碼頭均有停靠。另外也有，駛往對岸韋登斯維爾（Wädenswi）的定期/定時船舶。

## 休閒娛樂
施泰法休閒娛樂資源豐沛，為兒童、青少年和成人提供多元且多樣的文化、體育、音樂、教育、手工藝 … 等活動。此外，鎮上每年定期舉辦嘉年華會、馬戲團巡迴表演、Chilbi大型園遊會、國慶慶祝活動、Slow-Up 無車日活動、戶外市集、傳統約德爾Jodlerchränzli歌唱音樂會、水上運動錦標賽、聖誕遊行慶典和除夕慶祝 …等活動。而施泰法商業博覽會Expo則是每五年盛大舉辦一次。
施泰法在其周邊地區規劃許多休閒步道，供民眾健行、慢跑與騎自行車，並可直達鄰近普凡嫩施蒂爾山（Pfannenstiel）森林遊樂區以及Lützelsee湖濕地保護區。在施泰法後方的森林中，設置許多森林烤肉區，方便民眾休閒使用。其中又以可以飽覽湖光山色的Risi最受歡迎。
除網球場、足球場及綜合運動公園外，在夏季，施泰法湖畔亦有完善水上休閒和娛樂設施供民眾使用。除各類船艇學校外，也提供多元水上運動教學課程。此外，腳踏船租賃服務，能讓人享受湖上戲水的樂趣。施泰法被認為是蘇黎世《黃金湖岸》（Goldküste）中擁有最多戶外運動設施的社區之一。 
施泰法公共碼頭每年定期定時提供往返蘇黎世、拉珀斯維爾（Rapperswil）以及對岸韋登斯維爾（Wädenswi）觀光渡輪載客服務。
•    Rössli：是一間酒吧餐廳。為施泰法當地最具代表性的文化及娛樂中心。
•    Slow-up：施泰法與鄰近城鎮，每年秋季都封鎖環湖道路，舉辦《slowUp無車日活動》，除相關孩童娛樂設施外，也提供美食攤位及道路安全教育等活動。
•    Chilbi：每年9月的最後一個週末（週六、週日、週一），施泰位於Seeplatz、Rössliplatz和Bahnhofstrasse湖畔區域，均會舉辦Chilbi大型園遊會，提供兒童及青少年娛樂。
•    SMäRT：施泰法鎮上除有多間超市及賣場提供鎮民購物外，位於Kirchbühl 的教堂廣場上，每年從三月初到十一月底的週六都舉辦當地傳統市集相關活動。除美食外，市集內攤位販售的均是當地或是臨近城鎮的直銷農產品、酪農製品與葡萄酒。

## 景點
施泰法文化景點：
•    Alte Krone 酒店：著名詩人歌德曾經居住過一段時間的關係因而聲名遠播。
•    騎士教堂（Ritterhäuser, Ürikon）
•    Villa Sunneschy別墅：當地知名歷史建築。現以湖濱餐廳方式營業。
•    Museum zur Farb歷史博物館
•    Brocki Seidenhof：前身為知名紡織工廠。結束營業後，目前為當地最大二手骨董專賣店。

施泰法自然景點：
•    Goethebänkli：從那裡您可以欣賞到蘇黎世湖與遠方阿爾卑斯山脈的壯麗景色。
•    葡萄園區：Mutzmalen與Goetheweg兩處酒莊林立，皆可欣賞大片葡萄園美景。
•    健行步道：施泰法擁有多處完善的健行步道，除森林與林蔭步道外，也有湖景健行步道，提供本地人及外來遊客從事登山及健行休閒。特別是在Goethebänkli及Wannenmösliweg。兩處地點均可遠眺蘇黎世湖和鄰近社區拉珀斯維爾（Rapperswil）城堡的美麗景色。
•    Seebadi：施泰法有多處湖畔泳池和浴場。其中以風景別緻的Kehlhof最為知名。Seebad Lattenberg則是因夏季提供完善水上活動而受到歡迎。

## 藝術及文化
施泰法擁有多處歷史暨文化古蹟：
•    施泰法閱讀協會：此協會距今已成立200多年，負責管理當地的博物館和社區圖書中心。
•    旋轉木馬文化中心（Rössli Stäfa）：自1975年落成以來遠近馳名。除經常舉辦各類音樂會和戲劇表演外，也定期舉行各類主題講座。
•    ThestattTheater Stäfa：當地劇場。
•    Suuser Sunntig：施泰法各地酒莊每年十月固定舉辦Suuser Sunntig品酒與試酒會相關活動。
•    《蘇黎世報》（Zürichsee-Zeitung）：前身Wochenblatt vom Zürichsee於1845年創立於施泰法。1907年以Zürichsee-Zeitung發行第一份週報，1914年變更為日報。1998年發行量一度高達53,469份，目前發行量約為26,743份。

## 當地及相關名人
•    Johann Heinrich Meyer：是施泰法當地畫家和藝術作家，與詩人歌德為好友，也是歌德在藝術事務上的得力助手。
•    蒂娜·透娜（英語：Tina Turner）：是知名瑞士籍美國歌手，在滾石雜誌評選的《史上最優秀的100名藝人》中蒂娜·透娜位居第17位，並被該雜誌形容為搖滾女王。2022年蒂娜·透娜與丈夫共同以超過7,000萬美金天價買下施泰法當地一座湖濱別墅。
•    羅傑•費德勒 (英語：Roger Federer) ：瑞士網球明星費德勒在施泰法隔壁城鎮Kempraten擁有一座豪華別墅。

## 外部連結
- 施泰法官方網站 （页面存档备份，存于） （德文）